# Twyfelfontein
Twyfelfontein (in tedesco Zweifelbrunnen) è una valle della Namibia, situata nel Damaraland, circa 90 km a ovest di Khorixas. È nota per gli oltre 2000 dipinti rupestri e graffiti dell'età della pietra presenti sulle rocce di arenaria; il sito è stato dichiarato monumento nazionale nel 1952. Si ritiene che questi disegni siano stati fatti dagli antenati dei moderni San (Boscimani). La datazione è incerta, ma si pensa che i disegni più antichi possano avere più di mille anni. Rappresentano soprattutto scene di caccia a diversi animali (elefanti, leone, rinoceronti, giraffe, otarie e altri), molti dei quali sono rappresentati insieme alle loro impronte. Il paleontologo francese Henri Breuil ha definito questi disegni "paesaggi dell'anima".

## Origine del nome
I Damara che abitavano nella regione la chiamavano Uri-Ais, "sorgente saltellante". I primi coloni bianchi che provarono a insediarsi qui nel 1947 non trovarono la sorgente, e ribattezzarono il luogo Twyfelfontein, che significa "sorgente incerta".

## Storia
La valle di Twyfelfontein è stata abitata, a partire da circa 6 000 anni fa, da gruppi di cacciatori-raccoglitori dell'età della pietra facenti parte della cultura di Wilton, i quali furono artefici di numerosi dipinti e incisioni rupestri. Tra i 2500 e i 2000 anni fa giunsero nella valle i Khoikhoi, un gruppo etnico correlato a quello dei Boscimani. Anche i Khoikhoi furono autori di incisioni rupestri che tuttavia si distinguono nettamente dalle opere precedenti.
La zona rimase ignorata dagli europei fino al periodo della seconda guerra mondiale quando, spinti da una grave siccità, vi si trasferirono alcuni agricoltori Boeri, popolazione di origini olandesi e di lingua afrikaans. Il territorio agricolo fu successivamente destinato negli anni settanta, durante il periodo dell'apartheid, a far parte del bantustan del Damaraland. I coloni bianchi lasciarono la valle a partire dal 1965.
Nel 1921 il topografo Reinhard Maack, lo scopritore del dipinto rupestre della Dama bianca nella zona del massiccio Brandberg, riportò la presenza di arte rupestre nella valle. Una ricerca più approfondita fu condotta solo dopo che David Levin studiò la possibilità di coltivare i luoghi nel 1947, riscoprendo la sorgendo ma incontrando numerose difficoltà per ottenere acqua sufficiente per la sua famiglia e le sue mandrie. L'incertezza della sorgente divenne una preoccupazione costante dell'agricoltore, tanto che per scherzo un amico di lingua afrikaans lo soprannominò David Twyfelfontein (David sorgente incerta). Quando nel 1958 David Levin comprò la terra e registrò la sua fattoria le diede il nome di Twyfelfontein.
Nel 1950 iniziò l'indagine scientifica sull'arte rupestre con una ricerca di Ernst Rudolph Scherz che descrisse oltre 2500 incisioni su roccia su 212 lastre di arenaria. Al 2007 si stimava che il sito contenesse più di 500 singole opere.

## Posizione e descrizione

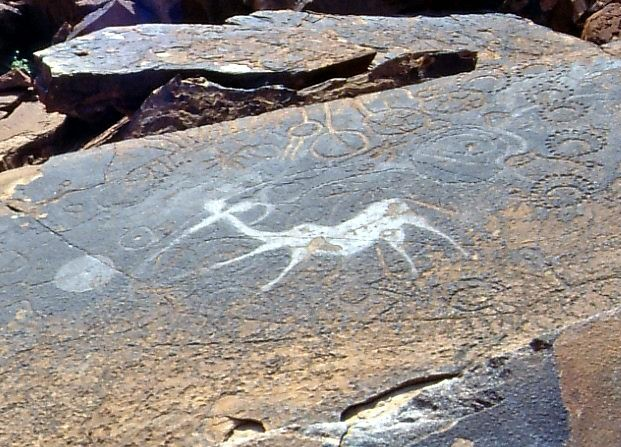
Il kudu danzante (dal sito 8)

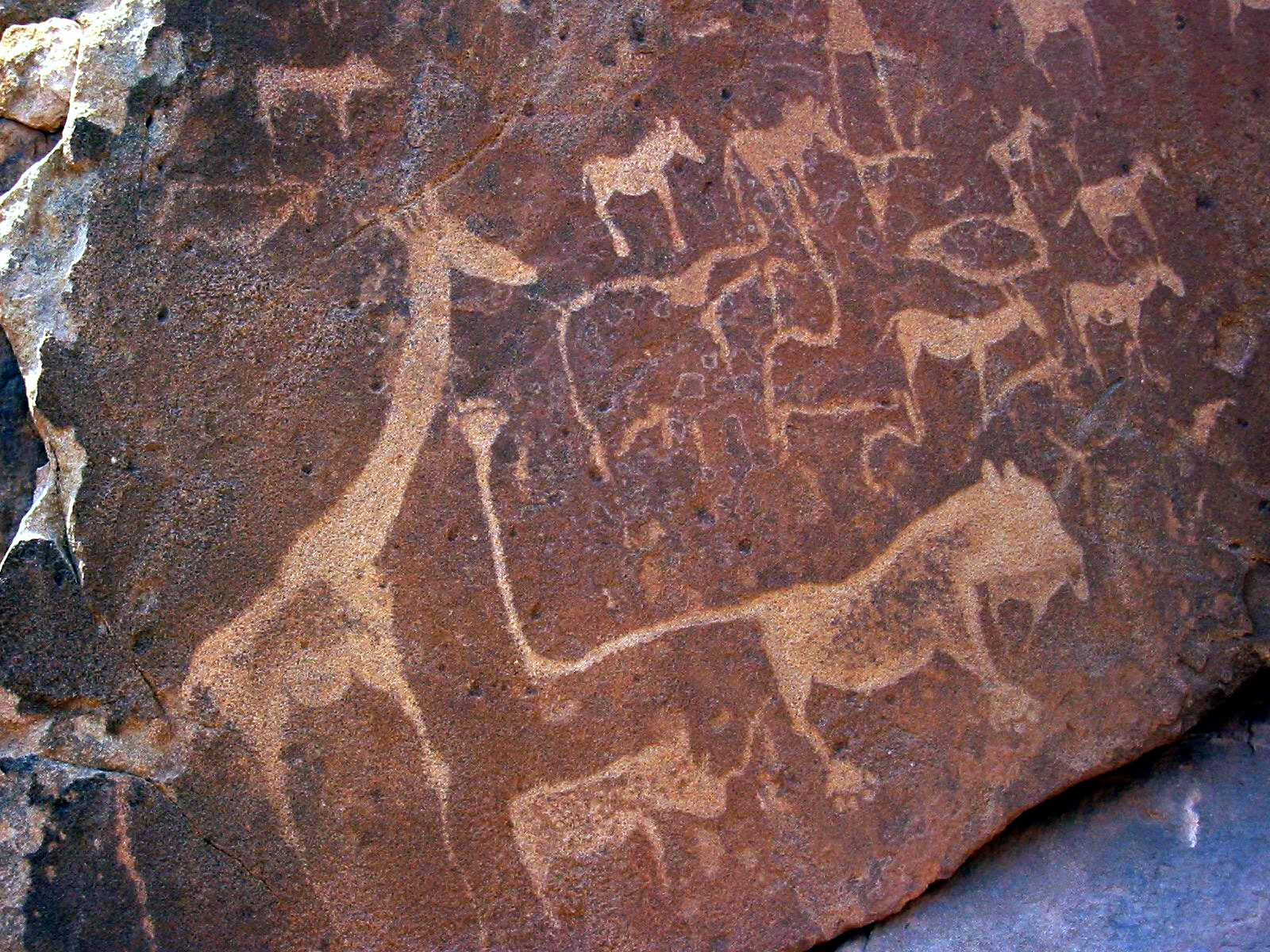
L'uomo-leone della Löwenplatte, uno dei più celebri graffiti di Twyfelfontein: l'estremità della coda del leone ha la forma dell'impronta dell'animale (dal sito 10)

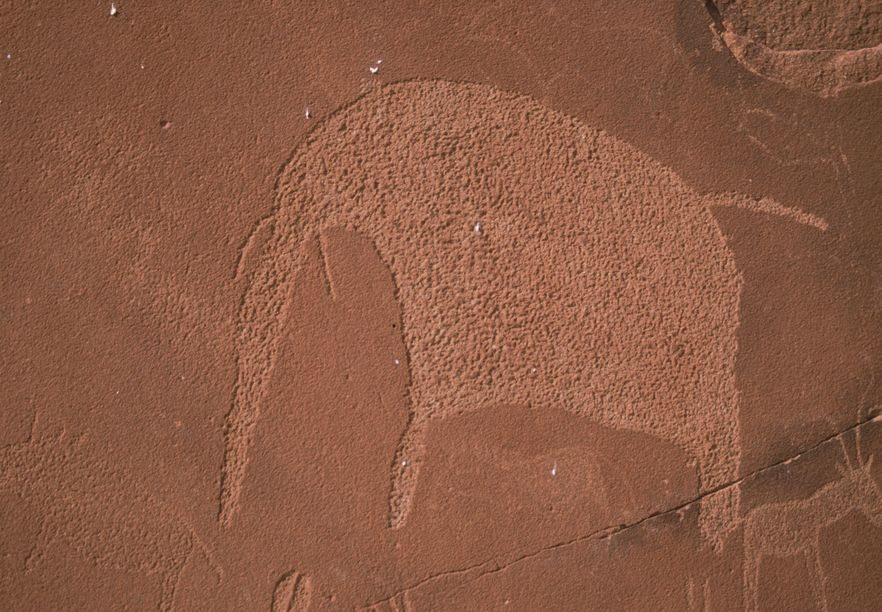
L'elefante gigante (dal sito 11)

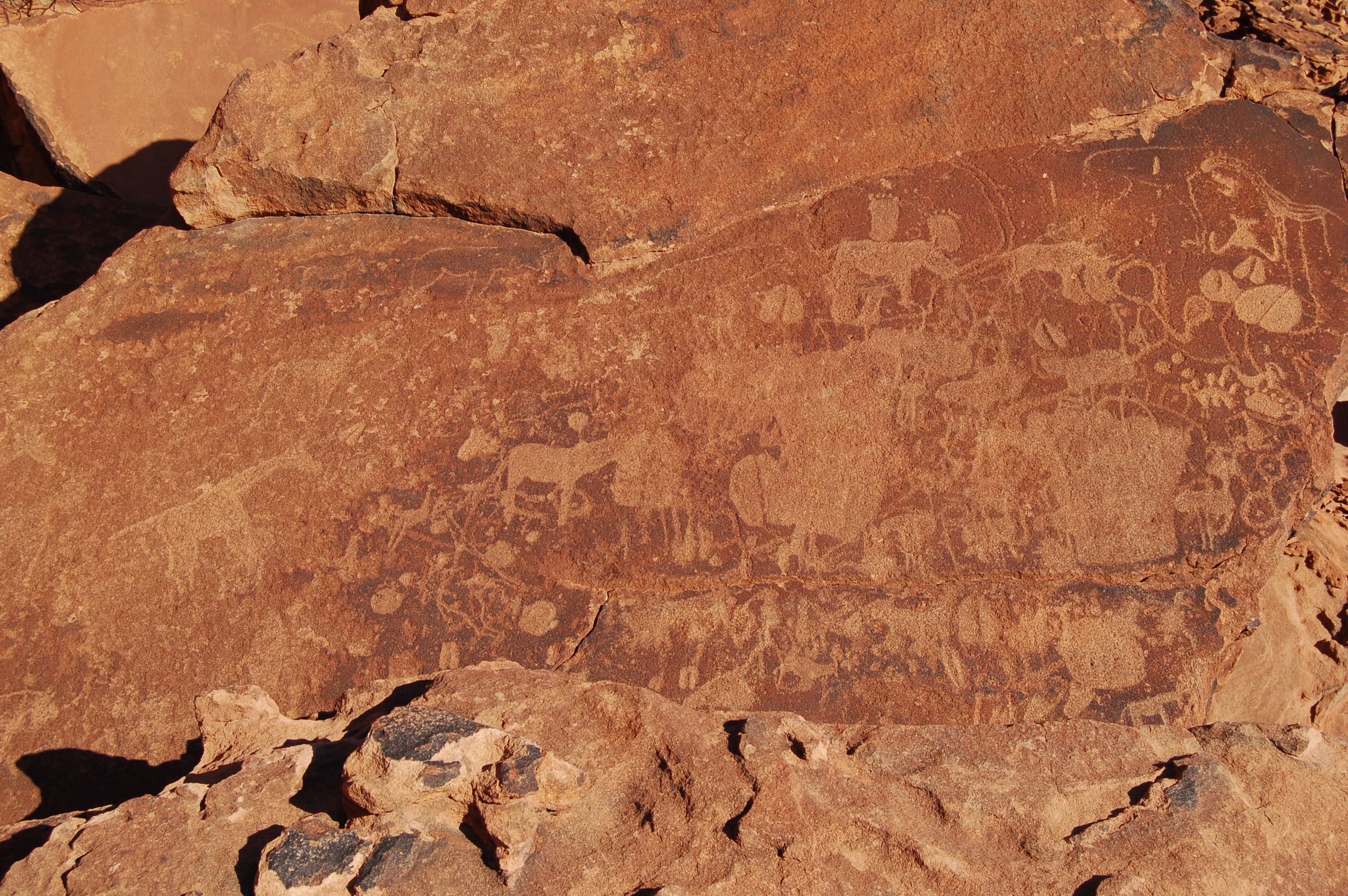
La roccia delle orme (dal sito 13)

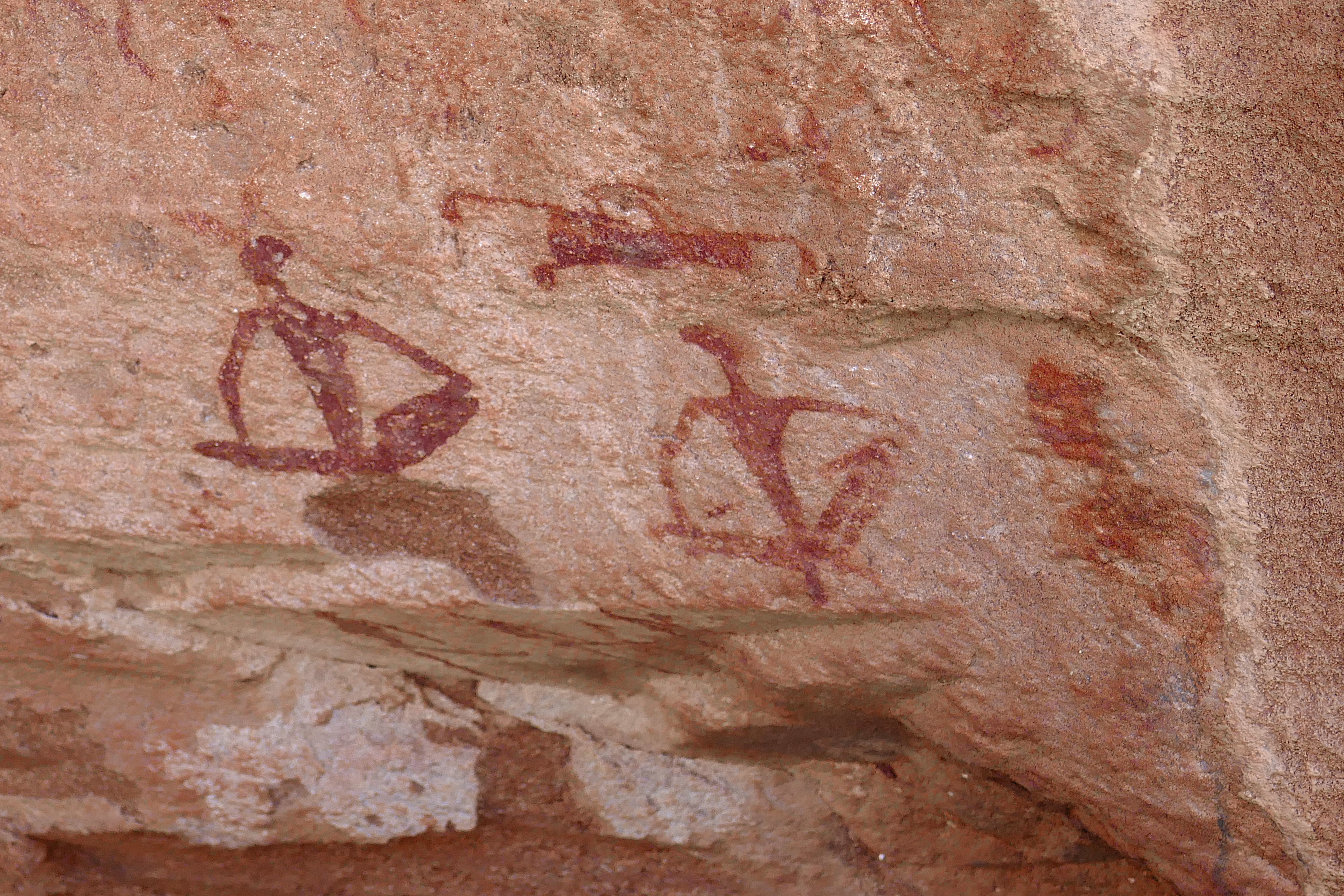
Una delle pitture rupestri con figure umane

Twyfelfontein si trova nella valle dello Huab, nella regione montuosa del Monte Etjo, nella Regione del Kunene meridionale della Namibia, zona già conosciuta come Damaraland. Le rocce che contengono i graffiti si trovano in una valle affiancata dalle pendici di un altopiano di arenaria. Una falda acquifera sotterranea su uno strato impermeabile di roccia sedimentaria (shale) alimenta una sorgente in quest'area altrimenti molto arida. Il nome Twyfelfontein è attribuito sia alla sorgente che alla valle che a tutta l'area circostante, divenuta un'attrazione turistica, di cui fa parte anche la Foresta pietrificata di Khorixas.
L'area è una zona transitoria tra il semideserto, la savana e la macchia e riceve meno di 150 mm di precipitazioni annuali. Le temperature diurne variano da 10 a 28 °C nel mese invernale di luglio e da 21 a 35 °C nel mese estivo di novembre.
Twyfelfontein si trova 20 km a sud della strada principale C39 che collega Sesfontein a Khorixas. 
L'area dei dipinti rupestri è costituita da quattordici siti più piccoli che Ernst-Rudolf Scherz ha descritto nella sua prima ricognizione. Questa suddivisione è ancora utilizzata per descrivere la posizione delle opere in Twyfelfontein.
| Numero sito | Nome del sito [Traduzione]                                          | Coordinate            | Contenuti rilevanti |
| ----------- | ------------------------------------------------------------------- | --------------------- | --- |
| 1           | Nördlich des Zeremonienplatzes [A nord del luogo delle cerimonie]   | 20°33′53″S 14°21′52″E | - 65 incisioni - 2 grandi giraffe incise con una fitta picchiettatura |
| 2           | Zeremonienplatz [Luogo delle cerimonie]                             | 20°34′15″S 14°22′11″E | - più di 175 incisioni - grotta con pitture rupestri - alcune incisioni di mani |
| 3           | Die Sieben Tafeln [I sette pannelli]                                | 20°34′27″S 14°22′38″E | - 150–175 incisioni - 2 incisioni sovrapposte - un'impronta umana a 4 dita e un gruppo genitore-figlio |
| 4           | Die Sieben Tafeln [I sette pannelli] Outlier                        | 20°34′35″S 14°22′34″E | - 2 giraffe in condizioni eccellenti - incisioni rudimentali, forse sciacalli |
| 5           | Hasenblock [Masso della lepre]                                      | 20°34′45″S 14°22′23″E | - 40 incisioni e 35 pitture rupestri - 18 figure umane di diverse posture - un kudu maschio con gambe da giraffa |
| 6           | Complesso principale del sito di Twyfelfontein                      | 20°34′27″S 14°22′38″E | - Symbolfelsen [Roccia dei simboli] con immagini geometriche - pitture rupestri con pigmenti rossi |
| 7           | The Boulder Field                                                   | 20°35′41″S 14°22′21″E | - 120 incisioni rupestri, oltre 200 cupole - figura di struzzo unita da una linea picchiettata ad un equino |
| 8           | Die große Wohnfläche [La grande area abitativa]                     | 20°35′36″S 14°22′30″E | - 50 incisioni rupestri, 43 pitture rupestri, 70 figure geometriche - kudu danzante ("Fabeltier") |
| 9           | Die südliche Wohnfläche [L'area abitativa a sud]                    | 20°35′50″S 14°22′31″E | - 250 incisioni rupestri, 40 figure geometriche - giraffa con tripla linea ondulata che parte dalla testa - Riesenblock [lastra gigante] con giraffa seduta                                                                                              |
| 10          | Die rechte Talseite [Il lato destro della valle]                    | 20°35′51″S 14°22′30″E | - 75 incisioni rupestri su 15 lastre di roccia - Löwenplatte [lastra del leone] con un uomo-leone |
| 11          | Die linke Talseite [Il lato sinistro della valle]                   | 20°35′54″S 14°22′31″E | - 150 incisioni rupestri su 30 lastre, circa 24 figure geometriche - Affenplatte [lastra della scimmia] con l'incisione di una figura umana picchiettata - Halbmondplatte [lastra della mezzaluna] con una giraffa seduta - roccia dell'elefante gigante |
| 12          | Der Westliche Berghang [Il versante occidentale]                    | 20°35′53″S 14°22′29″E | - Carstenplatte [lastra di Carsten] con diverse incisioni di animali |
| 13          | Am Fuß des Westlichen Berghangs [Ai piedi del versante occidentale] | 20°35′52″S 14°22′26″E | - 120 incisioni su 10 blocchi di roccia - Roccia delle orme, con molte impronte di animali tra cui un felino a 7 dita |
| 14          | Beim Großen Malereiblock [Al grande blocco dipinto]                 | 20°35′56″S 14°22′23″E | - 20 incisioni e 25 pitture in una struttura sporgente a formare una grotta - la pittura con il migliore stato di conservazione nella valle |
| 15          | Beim Großen Malereiblock [Al grande blocco dipinto] Outlier         | 20°35′58″S 14°22′13″E | - gruppo di rocce incise con impronte animali e cupole |

## Opere

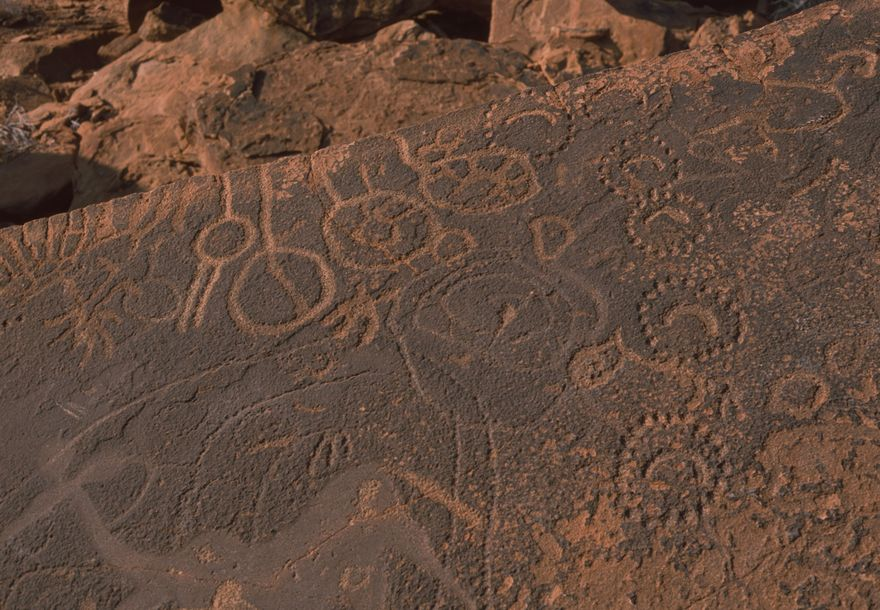
Roccia con segni circolari. Le incisioni portano in luce la roccia sottostante più chiara.

Le arenarie di Twyfelfontein sono ricoperte dalla cosiddetta "vernice del deserto" o "patina del deserto", una dura patina di colore marrone o grigio scuro. Le incisioni sono state eseguite scavando attraverso questa patina, esponendo la roccia sottostante più chiara. Le incisioni sono state create nel corso di migliaia di anni, e quelle più antiche potrebbero avere un'età di 10.000 anni. La creazione di nuove opere probabilmente cessò con l'arrivo di tribù di pastori attorno all'anno 1000 dC.
Nel sito si possono distinguere tre diversi tipi di incisioni:
- immagini iconografiche (immagini di animali, esseri umani e creature fantastiche)
- pittogrammi (arte rupestre geometrica come segni circolari e file di punti)
- scanalature per o derivanti da usi quotidiani (grondaie, scacchiere, gong)

Inoltre a Twyfelfontein si trovano dipinti rupestri in 13 posizioni diverse, con raffigurazioni di esseri umani in ocra rossa in sei ripari rocciosi. La compresenza di incisioni e dipinti rupestri nello stesso sito è un evento relativamente raro e offre molti spunti alla comprensione delle interrelazioni tra le due forme d'arte.
I cacciatori-raccoglitori preistorici furono gli artefici dei dipinti e della maggior parte delle incisioni. Le incisioni rappresentano animali quali rinoceronti, elefanti, struzzi e giraffe, nonché raffigurazioni di impronte umane e di animali. Alcune delle figure, in particolare l'uomo-leone (Löwenplatte, sito 10) - un leone con una coda estremamente lunga e inclinata ad angolo retto terminante con una impronta a sei dita - rappresentano la trasformazione degli esseri umani in animali. Questa trasformazione e la rappresentazione degli animali insieme alle loro orme rendono probabile che essi siano stati creati come parte di riti sciamanici, mentre l'idea che queste figure rappresentino un tentativo dei loro autori di procacciarsi il cibo è ormai ritenuta semplicistica.
La restante parte delle incisioni, di forma geometrica e probabilmente raffigurante gruppi di pastori, è stata prodotta dai Khoikhoi, una popolazione dedita alla pastorizia arrivata nella valle tra i 2500 e 2000 anni or sono. Essi furono gli autori delle incisioni di carattere più pratico, come tavole da gioco e pietre per macinare; alcune rocce presentano segni di utilizzo come percussioni e colpendole emettono suoni musicali.

## Il sito archeologico
Il nome archeologico del sito è Twyfelfontein 534 ed è suddiviso in 15 siti minori, come descritto da Scherz nel 1975. Tra gli oggetti rinvenuti vi sono una varietà di utensili in pietra fatti principalmente di quarzite. Il tipo e la forma di questi strumenti indicano non solo l'utilizzo su roccia ma anche la prevalenza della lavorazione del legno e del cuoio. Oggetti artistici come ciondoli e perline di frammenti di gusci d'uovo di struzzo sono stati trovati in vari punti. Tra gli oggetti di uso quotidiano sono stati trovati frammenti di carbone, di ossa, oltre che di ceramica non decorata, anche se la ceramica potrebbe essere opera dei primi coltivatori piuttosto che dalla cultura dell'età della pietra che produsse l'arte rupestre. Il valore archeologico del sito non è comunque comparabile con la sua importanza come collezione di arte rupestre. I risultati degli studi archeologici sostengono l'origine sciamanica delle incisioni perché i resti di cibo provenienti dal sito si sono rivelati ossa di piccole antilopi, procavie e persino di lucertole piuttosto che delle grandi specie raffigurate.